# Bodenmais
Bodenmais è un comune tedesco di 3 330 abitanti, situato nel land della Baviera.